# Sonatine pour piano no 1 de Busoni
Pour les articles homonymes, voir Sonatine (homonymie).
La Sonatine no 1, BV 257, est une œuvre de Ferruccio Busoni en un seul mouvement pour piano, composée en 1910. 
Il s'agit de la première d'une série de six sonatines, dont la dernière est composée en 1920. 

## Composition
Ferruccio Busoni compose sa première sonatine en 1910, après avoir achevé la deuxième version de sa Fantasia contrappuntistica. Il en assure la création, à la Musikhochschule de Bâle, le 30 septembre 1910. La partition, dédiée à son élève Rudolph Ganz (de), est publiée la même année par Breitkopf & Härtel. Elle porte la référence BV 257 dans le catalogue des œuvres de Busoni établi par le musicologue Jürgen Kindermann en 1980.

## Présentation
La Sonatine no 1 est en un seul mouvement, « d'où quatre parties enchaînées, autour de deux thèmes principaux » : Semplice, commovente, en la mineur à 
 — Molto calmo à deux temps (noté ) — Tempo iniziativo à 
 (main droite) = 
 (main gauche), puis 
 — Allegretto elegante à 
 (main droite) = 
 (main gauche) — Teneramente, come da principio à 
 (main droite) = 
 (main gauche), puis à deux temps (non noté, ) — Molto sostenuto à 
, avec des mesures à 
.

## Analyse
Harry Halbreich considère que les sonatines de Busoni « ne sont pas des sonates en miniature, et l'on n'y trouve pas trace des formes classiques telles que forme sonate, rondo, scherzo, etc. Le terme doit être pris plutôt dans son sens originel : pièce brève de forme libre destinée à être « sonnée » (jouée) ». La Sonatine no 1 « enchaîne quatre épisodes libres, tous basés sur le thème initial dérivé de la mélodie populaire américaine, Swanee River ».
Guy Sacre relève la conclusion de l'œuvre, « particulièrement belle, avec ses nuances éteintes, son harmonie vaporeuse, quintes parallèles, superpositions bitonales — et pourtant, la certitude finale d'ut majeur ».